# Антипассат
Антипасса́т — название западных ветров над пассатами. 

## Характеристика
Вертикальная мощность пассатов увеличивается к экватору. Под 20-й параллелью она порядка 2 – 4 км. Вблизи экватора, особенно в летнем полушарии, восточные ветры захватывают уже всю тропосферу и стратосферу.
Там, где пассаты простираются на всю тропосферу, ветры над ними имеют преобладающее западное направление, то же самое, которое господствует в средней и верхней тропосфере во внетропических широтах.
Прежде считали, что антипассаты дуют противоположно приземному направлению пассатов, то есть в Северном полушарии с юго-запада и в Южном — с северо-запада. Наблюдения этого не подтвердили. Антипассаты — вообще западные ветры, такие же, как и в более высоких широтах на тех же уровнях. Меридиональные составляющие в них малы и могут быть различны по направлению. Однако преобладают всё же составляющие, направленные от экватора к высоким широтам.